# Рибейран-Прету
Рибейра́н-Пре́ту (порт. Ribeirão Preto) — муниципалитет в Бразилии, входит в штат Сан-Паулу. Составная часть мезорегиона Рибейран-Прету. Входит в экономико-статистический микрорегион Рибейран-Прету.
Население составляет 703 437 человек на 2019 год, таким образом, Рибейран-Прету являлся 27-м крупнейшим бразильским городом. 
Его ИЧР составляет 0,800 (очень высокий)
Занимает площадь 651,366 км².
Плотность населения — 860,5 чел./км².
Праздник города — 19 июня]].

## История
Город Рибейран-Прету был основан в 1856 году.

## Статистика
- Валовой внутренний продукт на 2005 год составляет 10 095 559 тыс. реалов (данные: Бразильский институт географии и статистики).
- Валовой внутренний продукт на душу населения на 2005 год составляет 18 312,00 реалов (данные: Бразильский институт географии и статистики).
- Индекс развития человеческого потенциала на 2000 год составляет 0,855 (данные: Программа развития ООН).

## География
Расположен на Бразильском плоскогорье.
Климат местности: тропический. В соответствии с классификацией Кёппена, климат относится к категории Aw.

## Транспорт
В 18 км от центра города находится международный аэропорт Рибейран-Прету.